# Amore (romanzo)
Amore è un romanzo della scrittrice statunitense Toni Morrison, Premio Nobel per la letteratura nel 1993.
Romanzo corale che fa uso continuo dei flashback, è - oltre che una profonda indagine sulla natura dell'animo umano - un'analisi sociale della comunità afroamericana.

## Trama
È la storia di una amicizia tra due bambine, Heed e Christine, che si rompe quando il nonno della seconda, vedovo da tempo, decide di sposare la prima ancora undicenne. Billy Cosey, così si chiama l'uomo, è il ricco proprietario di un albergo di lusso, ritrovo dei neri benestanti negli anni quaranta.
La vicenda si impernia intorno al protagonista, Cosey, cinico ed egoista donnaiolo, incurante dei sentimenti femminili e delle sue donne che vengono assorbite da una lotta violenta per rivendicare i diritti che hanno acquisito: Heed, quello di moglie, Christine e la madre May quello di eredi dirette di un grosso patrimonio.
L'amore di un tempo si trasforma in profondo odio e diventa per ognuna di loro l'unico motivo per vivere.
L'unica figura femminile che fa eccezione è la cuoca che, con grandi slanci di umanità, cerca di mantenere un equilibrio, anche se precario, tra Heed, Christine e May.
La vicenda, che va dagli anni ruggenti fino ad un presente, che di quegli anni non possiede più nulla se non il rancore tra due vecchie donne, mostrerà, solo nel tragico finale, il vero volto dell'amore.

## Edizioni
- Toni Morrison, Amore, traduzione di Franca Cavagnoli, collana Narrativa, Frassinelli, 2004,  p. 242, ISBN 0-375-40944-0.